# Winter X Games XXI
Navigation
Édition précédente Édition suivante
Les Winter X Games XXI (en français : 21e édition des Jeux extrêmes hivernaux) est une compétition sportive annuelle de ski et de snowboard freestyle des X Games, qui s'est déroulée du 26 au 29 janvier 2017 à Aspen, dans l'État du Colorado, aux États-Unis,.

## Palmarès

### Bike Cross et Motoneige
| Épreuves              | Or           | Argent          | Bronze          |
| --------------------- | ------------ | --------------- | --------------- |
| Meilleure Figure      | Daniel Bodin | Brett Turcotte  | Joe Parsons     |
| Motoneige — Élites    | Brock Hoyer  | Colton Haaker   | Cody Matechuk   |
| Motoneige — Freestyle | Joe Parsons  | Colten Moore    | Levi LaVallee   |
| SnowCross — Adapté    | Mike Schultz | Garrett Goodwin | Jeff Tweet      |
| SnowCross — Élites    | Peter Narsa  | Adam Renheim    | Lincoln Lemieux |

### Ski
| Épreuves            | Or              | Argent          | Bronze                 |
| ------------------- | --------------- | --------------- | ---------------------- |
| Hommes — Big Air    | James Woods     | Henrik Harlaut  | Kai Mahler             |
| Hommes — Slopestyle | Øystein Bråten  | McRae Williams  | Alex Beaulieu-Marchand |
| Hommes — Super Pipe | Aaron Blunck    | Miguel Porteous | Noah Bowman            |
| Femmes — Big Air    | Lisa Zimmermann | Kelly Sildaru   | Giulia Tanno           |
| Femmes — Slopestyle | Kelly Sildaru   | Tess Ledeux     | Johanne Killi          |
| Femmes — Super Pipe | Marie Martinod  | Ayana Onozuka   | Maddie Bowman          |

### Snowboard
| Épreuves                                          | Or                           | Argent                    | Bronze                      |
| ------------------------------------------------- | ---------------------------- | ------------------------- | --------------------------- |
| Hommes — Big Air                                  | Maxence Parrot               | Marcus Kleveland          | Mark McMorris               |
| Hommes — Slopestyle                               | Marcus Kleveland             | Tyler Nicholson           | Mark McMorris               |
| Hommes — Super Pipe                               | Scotty James                 | Matt Ladley               | Taylor Gold                 |
| Femmes — Big Air                                  | Hailey Langland              | Anna Gasser               | Julia Marino                |
| Femmes — Slopestyle                               | Julia Marino                 | Jamie Anderson            | Katie Ormerod               |
| Femmes — Super Pipe                               | Elena Hight                  | Cai Xuetong               | Chloe Kim                   |
| Slalom Parallèle Unifié — Spécial Jeux Olympiques | Jamie Anderson Semen Ferotov | Daina Shilts Hannah Teter | Scotty James Craig Muhlbock |

## Tableau des médailles
| Rang               | Nation             | Or | Argent | Bronze | Total |
| ------------------ | ------------------ | -- | ------ | ------ | ----- |
| 1                  | États-Unis         | 7  | 7      | 8      | 22    |
| 2                  | Canada             | 2  | 2      | 5      | 9     |
| 3                  | Suède              | 2  | 2      | 0      | 4     |
| 4                  | Norvège            | 2  | 1      | 1      | 4     |
| 5                  | Estonie            | 1  | 1      | 0      | 2     |
| 5                  | France             | 1  | 1      | 0      | 2     |
| 7                  | Australie          | 1  | 0      | 1      | 2     |
| 7                  | Grande-Bretagne    | 1  | 0      | 1      | 2     |
| 9                  | Allemagne          | 1  | 0      | 0      | 1     |
| 10                 | Autriche           | 0  | 1      | 0      | 1     |
| 10                 | Chine              | 0  | 1      | 0      | 1     |
| 10                 | Japon              | 0  | 1      | 0      | 1     |
| 10                 | Nouvelle-Zélande   | 0  | 1      | 0      | 1     |
| 14                 | Suisse             | 0  | 0      | 2      | 2     |
| Total (14 nations) | Total (14 nations) | 18 | 18     | 18     | 54    |